# Acorypha pallidicornis
Acorypha pallidicornis är en insektsart som först beskrevs av Carl Stål 1876.  Acorypha pallidicornis ingår i släktet Acorypha och familjen gräshoppor.

## Underarter
Arten delas in i följande underarter:
- A. p. pallidicornis
- A. p. ajuran